# Júver Salcedo
Júver Salcedo (1934-2018) fue un actor, dramaturgo, docente y director teatral uruguayo.
Tuvo una importante participación en el ámbito teatral uruguayo y también en otros países hispanohablantes.
Además, junto con su esposa Lilián Olhagaray incursionaron en la última época del radioteatro en Uruguay.

## Dirección teatral
- Treinta dineros (1970, Teatro Colonial de Buenos Aires).
- Un tranvía llamado deseo de Tennessee Williams (1981, Sala Verdi).
- Tute cabrero de Roberto Cossa (1984, Sala Verdi).
- El jardín de los cerezos de Anton Chéjov (1991, Teatro Solís).
- Viveza criolla de Rolando Speranza (1995, en los barrios).
- Después de la caída de Arthur Miller (1997, Sala Zavala Muniz).
- Barranca abajo de Florencio Sánchez (2001, Teatro Victoria).

## Cine
- El último tren (2002) como Dolichero.
- Otario (1997).
- Martín Aquino, el último matrero (1996).